# Трайзен (Нижняя Австрия)
Трайзен (нем. Traisen (Niederösterreich)) — ярмарочная коммуна (нем. Marktgemeinde) в Австрии, в федеральной земле Нижняя Австрия.
Входит в состав округа Лилинфельд. Население составляет 3704 человека (на 31 декабря 2005 года). Занимает площадь 6,79 км². Официальный код — 31413.

## Политическая ситуация
Бургомистр коммуны — Херберт Тумпзер (СДПА) по результатам выборов 2005 года.
Совет представителей коммуны (нем. Gemeinderat) состоит из 23 мест.
- СДПА занимает 18 мест.
- АНП занимает 5 мест.